# Microscopie

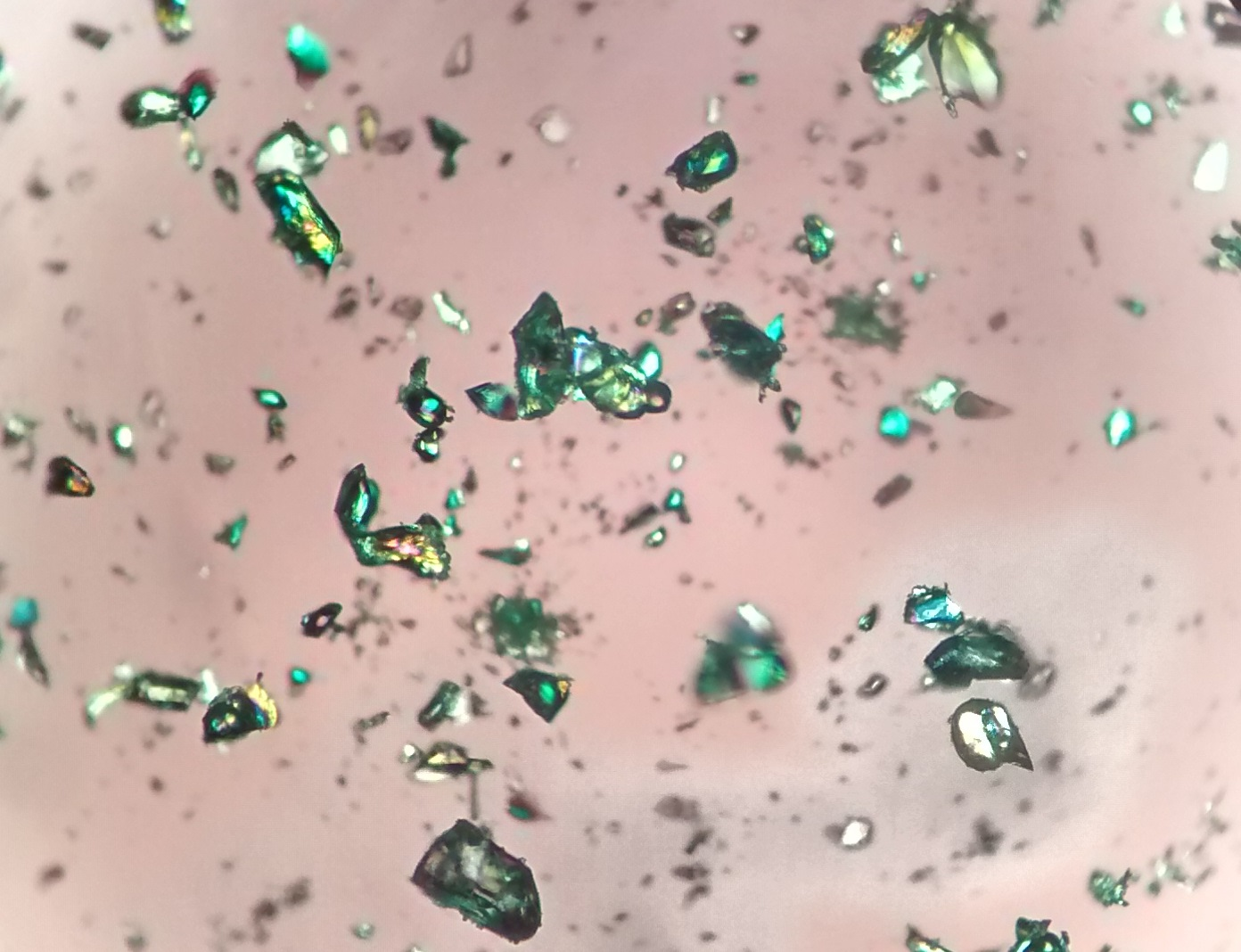
Zouten onder een gepolariseerde lichtmicroscoop.

Microscopie, oppervlakteanalyse of oppervlaktekarakterisering is een categorie binnen de materiaalkarakterisering, die de oppervlakte- of grenslaagstructuur van een materiaal onderzoeken en in kaart brengen. Meestal wordt niet alleen informatie verkregen over de buitenste atoomlaag, maar ook over meer naar binnen gelegen lagen, en gaat het om vaste materialen. Oppervlakteanalyse wordt voornamelijk gebruikt bij het onderzoek naar coatings, thin films en microstructuren. Deze manier van materiaalkarakterisering wordt veel toegepast binnen het vakgebied der materiaalkunde, maar ook binnen delen van de vastestoffysica en analytische chemie.
Bij een aantal methoden wordt slechts een zeer klein oppervlak geanalyseerd (lokaalanalyse). Door aftasten met een sonde (Engels: probe) wordt dan een beeld van het gehele substraat verkregen. Voor de analyse wordt gebruik gemaakt van fenomenen als reflectie, diffractie, refractie en elektromagnetische straling. De analyse verloopt door excitatie van het substraat met behulp van fotonen, elektronen, ionen of aanleggen van een elektrisch veld, waarna de respons in de vorm van emissie van fotonen, elektronen, ionen of neutrale deeltjes wordt geanalyseerd via spectroscopische analysemethoden. Hierbij kan het zijn dat het deeltje of de golf van de inkomende straal (excitatie) verschilt van de uitkomende straal (emissie).
De structuurinformatie van de uitkomende straal kan in kaart worden gebracht door een afbeelding, patroon of diagram te genereren.

## Overzicht microscopische analysemethoden

Elektronenstraal-substraat interacties op verschillende dieptes in een rasterelektronenmicroscoop.

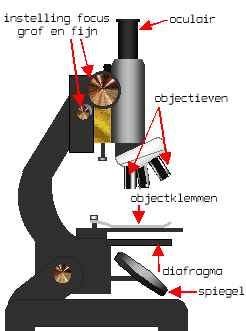
Overzicht van een lichtmicroscoop.

De microscopie-technieken kunnen fotonen, elektronen, ionen of sondes gebruiken om gegevens te verzamelen over de structuur van een substraat op verschillende lengteschalen. Enkele veelvoorkomende voorbeelden van microscopie-technieken zijn:
- Optische microscopie of lichtmicroscopie
- Elektronenmicroscopie, elektronenoptica
  - Rasterelektronenmicroscopie (SEM)
  - Transmissie-elektronenmicroscopie (TEM)
  - Auger-elektronspectroscopie (AES)
  - Teruggestrooide elektronendiffractie (EBSD)
  - Röntgen foto-elektron spectroscopie (XPS)
- Ionenmicroscopie, ionenoptica
  - Secondary-ion mass spectrometry (SIMS)
  - Field ion microscopy (FIM)
- Röntgenmicroscopie
  - Röntgendiffractie topografie (XRT)
  - Rontgendiffractie (XRD)
  - Röntgenfluorescentiespectrometrie (XRF)
- Scanning probe microscopy (SPM)
  - Atoomkrachtmicroscopie (AFM)
  - Scanning tunneling microscopy (STM)
- Lasermicroscopie
  - Laser microsonde analyse (LAMA)

## Elektronenmicroscopie

### Röntgen-elektronenspectroscopie
X-ray induced photo-electron spectroscopy (XPS) genoemd, vindt de excitatie plaats door röntgenstraling en de analyse door meting van de energie van de uit het substraat tredende elektronen. Het verschil tussen ingestraalde en uittredende energie is een maat voor de bindingsenergie van deze elektronen. De analysediepte bedraagt ongeveer 1 nm, de resolutie op het oppervlak ongeveer 2,5 mm.

### Auger-elektronspectroscopie
Auger-elektronspectroscopie (AES) is gebaseerd op excitatie van elektronen uit de binnenste schil (K-schil) van de atomen. Terugval van elektronen uit meer naar buiten gelegen schillen naar de K-schil levert energie onder de vorm van röntgenfotonen, die gedeteceerd en geanalyseerd kan worden. De analysediepte is ca. 1 nm (2 tot 10 atoomlagen), de oppervlakteresolutie 10−3 tot 10−4 mm.

### Electron microprobe
Electron microprobe (EMP), ook electron probe micro-analysis (EMPA) genoemd, is een methode waarbij excitatie plaatsgrijpt door elektronen, terwijl de geëmitteerde fotonen (röntgenstraling) worden geanalyseerd. Het voordeel van deze methode is dat de analysediepte hierbij groter is, namelijk ca. 1 µm.

## Ionenmicroscopie
Bij secondary-ion mass spectrometry (SIMS) wordt het analysesubstraat beschoten met ionen of atomen en de vrijgemaakte ionogene brokstukken worden geanalyseerd. De analysediepte is ca. 1 nm, de oppervlakteresolutie bedraagt 10−2 tot 10−3 mm.

## Lasermicroscopie
Laser microsonde analyse (LAMA), ook wel laser optical-emission spectroscopy (LOES) genoemd, is een methode waarbij met behulp van een laser (een intens gefocusseerde bundel fotonen) een geringe hoeveelheid materiaal verdampt, waarna deze damp eventueel nog wordt geëxciteerd door een elektrisch veld. De uitgezonden fotonen geven kwalitatieve en - door vergelijking met standaarden - ook semi-kwantitatieve informatie.

## Andere technieken
- De röntgenfluorescentie, toegepast op vaste substraten, bijvoorbeeld metaaloppervlakken, kan eveneens worden opgevat als een oppervlakteanalyse.
- De infraroodspectroscopie kan met behulp van reflectietechnieken (bijvoorbeeld ATR) de moleculaire samenstelling van oppervlakten bepalen.
- Laser ablation is de techniek waarbij met behulp van een zeer krachtige laser een vast (meestal zeer hard keramisch) substraat wordt beschoten, waardoor een kleine hoeveelheid stofdeeltjes wordt weggeblazen. Deze stofdeeltjes kunnen met argon als dragergas naar een inductief gekoppeld plasma geleid worden en de geëmitteerde straling kan geanalyseerd worden.
- Bij glimontlading (Engels: glow discharge)  wordt gebruikgemaakt van grote potentiaalverschillen tussen een substraatkathode en een (meestal wolfraam) anode. Door ionisatie van argonatomen treedt sputtering op, waarbij substraatdeeltjes weggeslingerd worden vanop het oppervlak en kunnen geanalyseerd worden. Meestal treedt hierbij emissie op, omdat de substraatdeeltjes botsen met geïoniseerde argonatomen of elektronen, waardoor emissie optreedt. Deze emissiestraling kan gedetecteerd en gemeten worden.